# Влахово
Вла́хово (болг. Влахово) — село в Смолянській області Болгарії. Входить до складу общини Смолян.

## Населення
Станом на вересень 2021 року у селі проживало 309 осіб.
За даними перепису населення 2011 року у селі проживали 354 особи, з них 95 осіб (96,9 %) — болгари.
Розподіл населення за віком у 2011 році:
Динаміка населення: